# Ras al-Ayn, Tỉnh Rif Dimashq
Ras al-'Ayn (tiếng Ả Rập: رأس العين) là một ngôi làng ở miền nam Syria, một phần hành chính của Tỉnh Rif Dimashq, nằm ở phía tây nam Damascus. Các địa phương gần đó bao gồm Yabroud ở phía đông bắc, Ras al-Maara ở phía tây bắc và Ma'loula ở phía tây nam. Theo Cục Thống kê Trung ương Syria, ngôi làng có dân số 2.754 người trong cuộc điều tra dân số năm 2004. Cư dân của nó chủ yếu là người Hồi giáo Sunni.